# Dyskografia Jimiego Hendriksa
Jimi Hendrix (1942–1970) był amerykańskim gitarzystą i wokalistą, którego kariera trwała od 1962 do 1970 roku. Jego dyskografia zawiera nagrania wydane w trakcie jego życia. Zanim stał się sławny, nagrał 24 single jako muzyk sesyjny z amerykańskimi artystami R&B, takimi jak The Isley Brothers i Little Richard.
Począwszy od końca 1966, wydał 3 bestsellerowe albumy i 13 singli z The Jimi Hendrix Experience. Składanka utworów Experience i połowa albumu nagranego na Monterey Pop Festival zostały wydane przed jego śmiercią. Po rozpadzie Experience w połowie 1969 roku, utwory z jego występów zostały zamieszczone na Woodstock: Music from the Original Soundtrack and More i Band of Gypsys. Wydano też singiel zespołu Band of Gypsys.
Albumy i single Hendrixa były oryginalnie wydawane przez Track Records w Wielkiej Brytanii i Reprise Records w USA. Track wydał również Band of Gypsys, ale w związku ze sporem sądowym ukazał się on w USA nakładem Capitol Records. Soundtrack z Woodstock wydało Atlantic Records i podlegające mu Cotillion Records w USA. Przez lata, katalog Hendrixa był dystrybuowany przez wiele wydawnictw, włączając spadkobiercę Track – Polydor Records w Europie i Wielkiej Brytanii, i MCA Records w USA. W 2010, Sony – Legacy Recordings zostało wyłącznym dystrybutorem nagrań należących do Experience Hendrix, rodzinnej firmy spadkobierców artysty.
Utwory Hendrixa jako akompaniatora znajdują się na płytach wielu różnych wytwórni. Kiedy stał się sławny wziął udział w nagraniach kilku różnych artystów. W dodatku do singli i albumów legalnie wydanych przed jego śmiercią, ukazały się dwa albumy zawierające dema i outtake nagrane z Curtisem Knightem z mylącymi okładkami i tytułami, sugerującymi większy udział artysty, co potępił sam Hendrix. Więcej albumów wydano po śmierci artysty.

## Albumy

### Albumy studyjne
| Rok  | Szczegóły                                                      | Szczegóły                                                     | Notowania | Notowania | Notowania | Certyfikacja (wg sprzedaży)          |
| Rok  | Szczegóły                                                      | Szczegóły                                                     | USA       | UK        | Inne      | Certyfikacja (wg sprzedaży)          |
| Rok  | USA                                                            | Wielka Brytania                                               | USA       | UK        | Inne      | Certyfikacja (wg sprzedaży)          |
| ---- | -------------------------------------------------------------- | ------------------------------------------------------------- | --------- | --------- | --------- | ------------------------------------ |
| 1967 | Are You Experienced                                            | Are You Experienced                                           | 5         | 2         | [ 15 ]    | - USA: 5x; Multi Platyna             |
| 1967 | - Wydany: 23 sierpnia 1967 - Wytwórnia: Reprise (RS 6261)      | - Wydany: 12 maja 1967 - Wytwórnia: Track (612 001)           | 5         | 2         | [ 15 ]    | - USA: 5x; Multi Platyna             |
| 1967 | Axis: Bold as Love                                             | Axis: Bold as Love                                            | 3         | 5         | [ 20 ]    | - USA: Platyna - UK: Złoto           |
| 1967 | - Wydany: 15 stycznia 1968 - Wytwórnia: Reprise (RS 6281)      | - Wydany: 1 grudnia 1967 - Wytwórnia: Track (613 003)         | 3         | 5         | [ 20 ]    | - USA: Platyna - UK: Złoto           |
| 1968 | Electric Ladyland                                              | Electric Ladyland                                             | 1         | 6         | [ 23 ]    | - USA: 2x; Multi Platyna - UK: Złoto |
| 1968 | - Wydany: 16 października 1968 - Wytwórnia: Reprise (2RS 6307) | - Wydany: 25 października 1968 - Wytwórnia: Track (613 008/9) | 1         | 6         | [ 23 ]    | - USA: 2x; Multi Platyna - UK: Złoto |

### Albumy koncertowe
| Rok                                                          | Szczegóły                                                             | Szczegóły                                                             | Notowania | Notowania | Notowania | Certyfikacja (wg sprzedaży) |
| Rok                                                          | Szczegóły                                                             | Szczegóły                                                             | USA       | UK        | Inne      | Certyfikacja (wg sprzedaży) |
| Rok                                                          | USA                                                                   | Wielka Brytania                                                       | USA       | UK        | Inne      | Certyfikacja (wg sprzedaży) |
| ------------------------------------------------------------ | --------------------------------------------------------------------- | --------------------------------------------------------------------- | --------- | --------- | --------- | --------------------------- |
| 1970                                                         | Band of Gypsys                                                        | Band of Gypsys                                                        | 5         | 6         | [ 26 ]    | - USA: 2x; Multi Platyna    |
| 1970                                                         | - Wydany 25 marca 1970 - Wytwórnia: Capitol (STAO-472)                | - Wydany: 12 czerwca 1970 - Wytwórnia: Track (2406 001)               | 5         | 6         | [ 26 ]    | - USA: 2x; Multi Platyna    |
| 1970                                                         | Woodstock: Music from the Original Soundtrack and More                | Woodstock: Music from the Original Soundtrack and More                | 1         | 35        | [ 29 ]    | - USA: 2x; Multi Platyna    |
| 1970                                                         | - Wydany: 27 maja 1970 - Wytwórnia: Cotillion (SD 3500)               | - Wydany: czerwiec 1970 - Wytwórnia: Atlantic (K60001)                | 1         | 35        | [ 29 ]    | - USA: 2x; Multi Platyna    |
| 1970                                                         | Historic Performances Recorded at Monterey International Pop Festival | Historic Performances Recorded at Monterey International Pop Festival | 16        | –         | [ 33 ]    | - USA: Złoto                |
| 1970                                                         | - Wydany: 26 sierpnia 1970 - Wytwórnia: Reprise (MS 2029)             | - Niewydany                                                           | 16        | –         | [ 33 ]    | - USA: Złoto                |
| „–” oznacza, że album nie był notowany/wydany w danym kraju. |                                                                       |                                                                       |           |           |           |                             |

### Kompilacje
| Rok                                                          | Szczegóły                                              | Szczegóły                                              | Notowania | Notowania | Notowania | Certyfikacja (wg sprzedaży)           |
| Rok                                                          | Szczegóły                                              | Szczegóły                                              | USA       | UK        | Inne      | Certyfikacja (wg sprzedaży)           |
| Rok                                                          | USA                                                    | Wielka Brytania                                        | USA       | UK        | Inne      | Certyfikacja (wg sprzedaży)           |
| ------------------------------------------------------------ | ------------------------------------------------------ | ------------------------------------------------------ | --------- | --------- | --------- | ------------------------------------- |
| 1968                                                         | Smash Hits                                             | Smash Hits                                             | 6         | 4         | [ 37 ]    | - USA: 2x; Multi Platyna - UK: Srebro |
| 1968                                                         | - Wydany: 30 lipca 1969 - Wytwórnia: Reprise (MS-2025) | - Wydany: 12 kwietnia 1968 - Wytwórnia: Track (613004) | 6         | 4         | [ 37 ]    | - USA: 2x; Multi Platyna - UK: Srebro |
| 1968                                                         | Electric Jimi Hendrix                                  | Electric Jimi Hendrix                                  | –         | –         | –         |                                       |
| 1968                                                         | Niewydany                                              | - Wydany: 1968 - Wytwórnia: Track (2856 002)           | –         | –         | –         |                                       |
| „–” oznacza, że album nie był notowany/wydany w danym kraju. |                                                        |                                                        |           |           |           |                                       |

## Single
| 1966                                                           | „Hey Joe” / „Stone Free” - Wydany: 16 grudnia 1966 (UK) - Wytwórnia: Polydor (56139)                                                        | –  | 6  | [ 44 ] | Are You Experienced (reedycja na płycie CD)             |
| 1967                                                           | „Purple Haze” / „51st Anniversary” - Wydany: 17 marca 1967 (UK) - Wytwórnia: Track (604001)                                                 | –  | 3  | [ 45 ] | Are You Experienced (reedycja na płycie CD)             |
| 1967                                                           | „Hey Joe” / „51st Anniversary” - Wydany: 1 maja 1967 (USA) - Wytwórnia: Reprise (0572)                                                      | –  | –  | –      | Are You Experienced (reedycja na płycie CD)             |
| 1967                                                           | „The Wind Cries Mary” / „Highway Chile” - Wydany: 5 maja 1967 (UK) - Wytwórnia: Track (604004)                                              | –  | 6  | [ 47 ] | Are You Experienced (reedycja na płycie CD)             |
| 1967                                                           | „Purple Haze” / „The Wind Cries Mary” - Wydany: 19 czerwca 1967 (USA) - Wytwórnia: Reprise (0597)                                           | 65 | –  | –      | Are You Experienced (reedycja na płycie CD)             |
| 1967                                                           | „Burning of the Midnight Lamp” / „The Stars That Play with Laughing Sam's Dice” - Wydany: 19 sierpnia 1967 (UK) - Wytwórnia: Track (604007) | –  | 18 | [ 49 ] | Smash Hits (UK), Electric Ladyland                      |
| 1967                                                           | „Foxy Lady” / „Hey Joe” - Wydany 13 grudnia 1967 (USA) - Wytwórnia: Reprise (0641)                                                          | 67 | –  | [ 53 ] | Are You Experienced                                     |
| 1968                                                           | „Up from the Skies” / „One Rainy Wish” - Wydany: 26 lutego 1968 (USA) - Wytwórnia: Reprise (0665)                                           | 82 | –  | –      | Axis: Bold as Love                                      |
| 1968                                                           | „All Along the Watchtower” / „Burning of the Midnight Lamp” - Wydany: 2 września 1968 (USA) - Wytwórnia: Reprise (0767)                     | 20 | –  | –      | Electric Ladyland                                       |
| 1968                                                           | „All Along the Watchtower” / „Long Hot Summer Night” - Wydany:18 października 1968 (UK) - Wytwórnia: Track (604025)                         | –  | 5  | [ 55 ] | Electric Ladyland                                       |
| 1968                                                           | „Crosstown Traffic” / „Gypsy Eyes” - Wydany: 18 listopada 1968 (USA), 4 Kwietnia 1969 (UK) - Wytwórnia: Reprise (0792), Track (604029)      | 52 | 37 | [ 56 ] | Electric Ladyland                                       |
| 1969                                                           | „Stone Free” / „If 6 Was 9” - Wydany: 15 września 1969 (USA) - Wytwórnia: Reprise (0853)                                                    | –  | –  | –      | Smash Hits (USA)                                        |
| 1969                                                           | „Let Me Light Your Fire” / „Burning of the Midnight Lamp” - Wydany: 14 listopada, 1969 (UK) - Wytwórnia: Track (604033)                     | –  | –  | –      | Smash Hits (UK)                                         |
| 1970                                                           | „Stepping Stone” / „Izabella” jako Hendrix Band of Gypsys - Wydany: 13 kwietnia 1970 (USA) - Wytwórnia: Reprise (0905)                      | –  | –  | –      | Kiss the Sky, Voodoo Child: The Jimi Hendrix Collection |
| „–” oznacza, że singiel nie był notowany/wydany w danym kraju. | |    |    |        |                                                         |

## Hendrix jako akompaniator

### Albumy jakosidemanoraz występy gościnne
| Rok                                       | Artysta                    | Tytuł | Piosenka (grał na gitarze, chyba że zaznaczono inaczej, tylko piosenki w których wystąpił)                                                                 | Notowania | Notowania |
| Rok                                       | Artysta                    | Tytuł | Piosenka (grał na gitarze, chyba że zaznaczono inaczej, tylko piosenki w których wystąpił)                                                                 | USA       | UK        |
| ----------------------------------------- | -------------------------- | --- | --- | --------- | --------- |
| 1965                                      | Don Covay & the Goodtimers | Mercy! - Wydany: styczeń 1965 (USA) - Wytwórnia: Atlantic (8104)                                                       | „Mercy, Mercy”, „Can’t Stay Away” | –         | –         |
| 1967                                      | Curtis Knight              | Get That Feeling - Wydany: grudzień 1967 (USA), 30 Grudnia, 1967 (UK) - Wytwórnia: Capitol (ST-2856), London (SH 8349) | Gra we wszystkich utworach | 75        | 39        |
| 1968                                      | McGough & McGear           | McGough & McGear - Wydany: kwiecień 1968 (UK) - Wytwórnia: Parlophone (PCS 7047)                                       | „So Much”, „Ex Art Student” | –         | –         |
| 1968                                      | Curtis Knight              | Flashing/Jimi Hendrix Plays Curtis Knight Sings - Wydany: grudzień 1968 (USA) - Wytwórnia: Capitol (ST-2894)           | Gra we wszystkich utworach | –         | –         |
| 1968                                      | Curtis Knight              | The Great Jimi Hendrix in New York - Wydany: grudzień 1968 (NL) - Wytwórnia: London (379 008 XNU)                      | Gra we wszystkich utworach z wyjątkiem „My Heart Is Higher”                                                                                                | –         | –         |
| 1969                                      | Eire Apparent              | Sunrise - Wydany: 12 maja 1969 (UK), 1969 (USA) - Wytwórnia: Buddah (203 021), Buddah (BDS 5031)                       | „Yes I Need Someone”, „The Clown”, „Captive in the Sun”, „Mr. Guy Fawkes”, „Someone Is Sure To (Want You)”, „Morning Glory”, „Magic Carpet”, „Let Me Stay” | –         | –         |
| 1969                                      | King Curtis                | Instant Groove - Wydany: czerwiec 1969 (USA) - Wytwórnia: Atco (SD 33-293)                                             | „Instant Groove” | 127       | –         |
| 1969                                      | Fat Mattress               | Fat Mattress - Wydany: 15 sierpnia 1069 (UK),Sierpień 1969 (USA) - Wytwórnia: Polydor (583 056), Atco (SD 33-309)      | „How Can I Live” (instrumenty perkusyjne) | 134       | –         |
| 1970                                      | Timothy Leary              | You Can Be Anyone This Time Around - Wydany: kwiecień 1970 (USA) - Wydawca: Douglas (1)                                | „Live and Let Live” (gitara basowa) | –         | –         |
| „–” oznacza, że singiel nie był notowany. |                            | | |           |           |

### Single jako sideman
| Rok                                       | Artysta                                   | Tytuł | Notowania | Notowania | Pośmiertnie wydany album Hendrixa                  |
| Rok                                       | Artysta                                   | Tytuł | US R&B    | USA       | Pośmiertnie wydany album Hendrixa                  |
| ----------------------------------------- | ----------------------------------------- | --- | --------- | --------- | -------------------------------------------------- |
| 1964                                      | The Isley Brothers                        | „Testify, Part I” / „Testify, Part II” - Wydany: czerwiec 1964 (USA) - Wytwórnia: T-Neck (45-501)                                                                                  | –         | –         | West Coast Seattle Boy: The Jimi Hendrix Anthology |
| 1964                                      | Don Covay & the Goodtimers                | „Mercy, Mercy” / „Can’t Stay Away” - Wydany: sierpień 1964 (USA) - Wytwórnia: Rosemart (45-801)                                                                                    | –         | 35        | West Coast Seattle Boy: The Jimi Hendrix Anthology |
| 1965                                      | Frank Howard & the Commanders             | „I’m So Glad” / (nie występuje na stronie B) - Wydany: 1965 (USA) - Wytwórnia: Barry (1008)                                                                                        | –         | –         | West Coast Seattle Boy: The Jimi Hendrix Anthology |
| 1965                                      | Rosa Lee Brooks                           | „My Diary” / „Utee” - Wydany: czerwiec 1965 (USA) - Wytwórnia: Revis (1013) | –         | –         | West Coast Seattle Boy: The Jimi Hendrix Anthology |
| 1965                                      | The Isley Brothers                        | „Move Over and Let Me Dance” / „Have You Ever Been Disappointed” - Wydany: wrzesień 1965 (USA) - Wytwórnia: Atlantic (45-2303)                                                     | –         | –         | West Coast Seattle Boy: The Jimi Hendrix Anthology |
| 1965                                      | Little Richard                            | „I Don’t Know What You’ve Got but It’s Got Me, Part I” / „I Don’t Know What You’ve Got but It’s Got Me, Part II” - Wydany: 1 października 1965 (USA) - Wytwórnia: Vee-Jay (VJ-698) | 12        | 92        | West Coast Seattle Boy: The Jimi Hendrix Anthology |
| 1965                                      | Little Richard                            | „Dancing All Around the World” / „What You’ve Got” („I Don’t Know...”) - Wydany: 1 października 1965 (US) - Wytwórnia: Vee-Jay (VJ-698)                                            | –         | –         | West Coast Seattle Boy: The Jimi Hendrix Anthology |
| 1966                                      | Ray Sharpe with the King Curtis Orchestra | „Help Me (Get the Feeling), Part I” / „Help Me (Get the Feeling), Part II” - Wydany: wiosna 1966 (USA) - Wytwórnia: Atco (45-6402)                                                 | –         | –         | West Coast Seattle Boy: The Jimi Hendrix Anthology |
| 1966                                      | Curtis Knight                             | „How Would You Feel” / „Welcome Home” - Wydany: kwiecień 1966 (USA) - Wytwórnia: RSVP (1120)                                                                                       | –         | –         | You Can’t Use My Name: The RSVP/PPX Sessions       |
| 1966                                      | Lonnie Youngblood                         | „Go Go Shoes” / „Go Go Place” - Wydany: po czerwcu 1966 (USA) - Wytwórnia: Fairmount (F-1002)                                                                                      | –         | –         | –                                                  |
| 1966                                      | The Icemen                                | „(My Girl) She’s a Fox” / „(I Wonder) What It Takes” - Wydany: koniec 1966 (USA) - Wytwórnia: Samar (S-111)                                                                        | –         | –         | West Coast Seattle Boy                             |
| 1966                                      | Jimmy Norman                              | „You’re Only Hurting Yourself” / „That Little Old Groovemaker” - Wydany: koniec 1966 (USA) - Wytwórnia: Samar (S-112)                                                              | –         | –         | West Coast Seattle Boy                             |
| 1966                                      | Curtis Knight and the Squires             | „Hornet’s Nest” / „Knock Yourself Out” - Wydany: koniec 1966 (USA) - Wytwórnia: RSVP (758)                                                                                         | –         | –         | You Can’t Use My Name                              |
| 1967                                      | Lonnie Youngblood                         | „Soul Food (That’s a What I Like)” / „Goodbye Bessie Mae” - Wydany: 1967 (USA) - Wytwórnia: Fairmount (F-1022)                                                                     | –         | –         | –                                                  |
| 1967                                      | Jayne Mansfield                           | (nie występuje na stronie A) / „Suey” - Wydany: 1967 (UK) - Wytwórnia: London (HL 10147)                                                                                           | –         | –         | –                                                  |
| 1967                                      | Curtis Knight                             | „You Don’t Want Me” / „How Would You Feel” - Wydany: 11 i 17 sierpnia 1967 (UK) - Wytwórnia: London (5.620), Track (604 009)                                                       | –         | –         | You Can’t Use My Name                              |
| 1967                                      | Curtis Knight                             | „Hush Now” / „Flashing” - Wydany: 10 października 1967 (UK) - Wytwórnia: London (HL 10160)                                                                                         | –         | –         | –                                                  |
| 1968                                      | Billy Lamont                              | „Sweet Thang” / „Please Don’t Leave” - Wydany: 1968 (USA) - Wytwórnia: 20th Century Fox Records (6707)                                                                             | –         | –         | West Coast Seattle Boy                             |
| 1969                                      | Curtis Knight                             | „Day Tripper” / „Love, Love” - Wydany: 1969 (NL) - Wytwórnia: London (FLX 3224) | –         | –         | –                                                  |
| 1969                                      | Eire Apparent                             | „Rock ’n’ Roll Band” / „Yes I Need Someone” - Wydany: 21 marca 1969 (UK), 1969 (USA) - Wytwórnia: Buddah (201039), Buddah (2011-117)                                               | –         | –         | –                                                  |
| 1969                                      | King Curtis                               | „Instant Groove” / (nie występuje na stronie B) - Wydany: 1969 (USA) - Wytwórnia: Atco (6680)                                                                                      | 35        | 127       | West Coast Seattle Boy                             |
| „–” oznacza, że singiel nie był notowany. |                                           | |           |           |                                                    |